# مسجد مامبورام
مسجد مامبورام (بالإنجليزية: Mampuram Mosque) هو مسجد شهير يقع في تيرورانقادي في منطقة مالابورام في ولاية كيرلا إلى الجنوب من الهند، ويعد من أقدم مساجد منطقة مالابورام، المسجد يرتبط تاريخيا بجيش المقاومة مابيلا لاهالا (بالإنجليزية:  Mappila Lahala) الذي انشأ عام 1921 ضد الحكومة البريطانية في الهند .

## وصلات خارجية
- موقع المسجد على الخريطة
- البوم صور للمسجد